# Chrysocladium retrorsum
Chrysocladium retrorsum là một loài Rêu trong họ Meteoriaceae. Loài này được (Mitt.) M. Fleisch. miêu tả khoa học đầu tiên năm 1908.